# ماريون غرينوود
ماريون غرينوود (بالإنجليزية: Marion Greenwood) هي رسامة أمريكية، ولدت في 6 أبريل 1909 في بروكلين في الولايات المتحدة، وتوفيت في 20 أغسطس 1970 في وودستوك ‏ في الولايات المتحدة.

## معرض صور

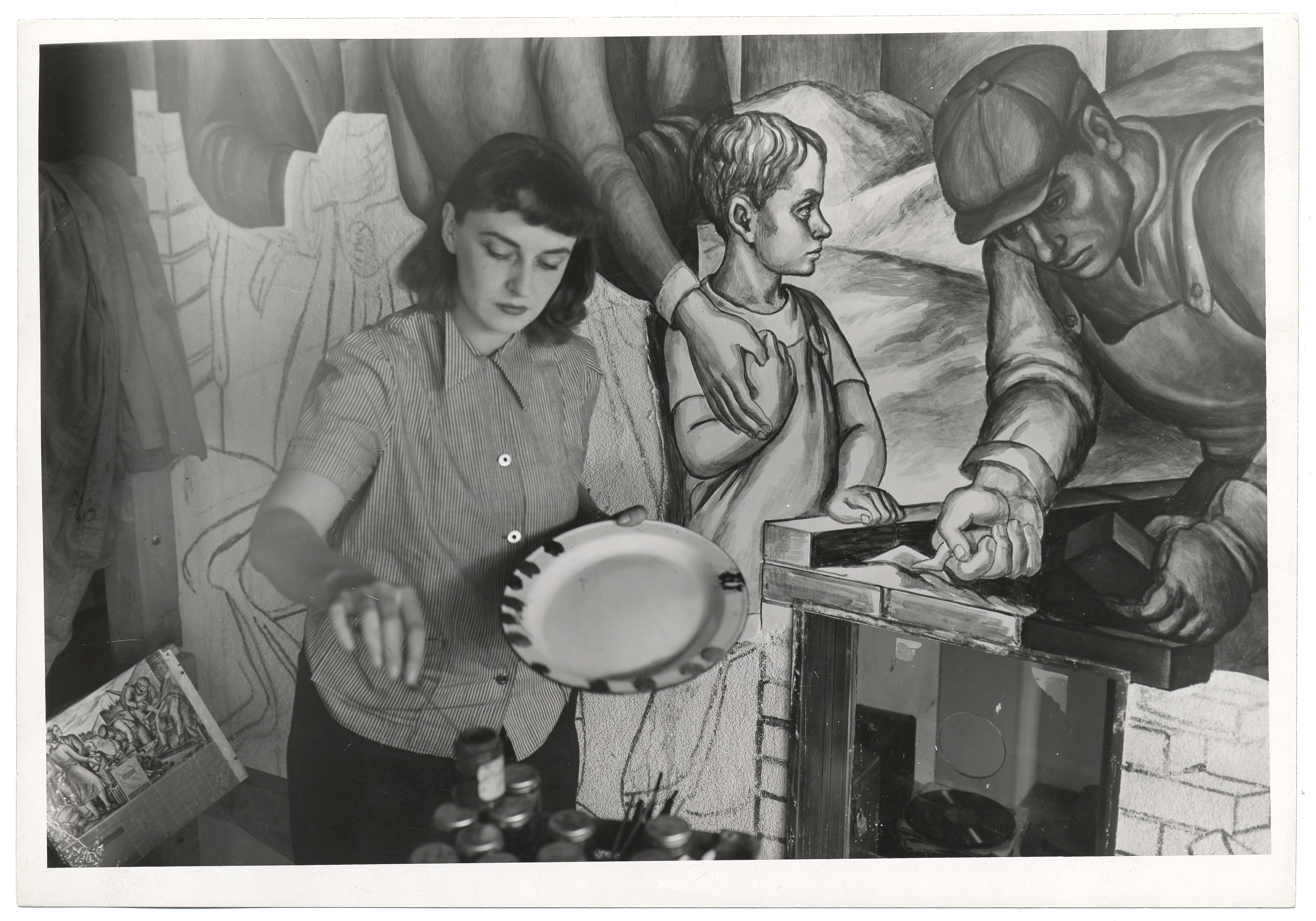
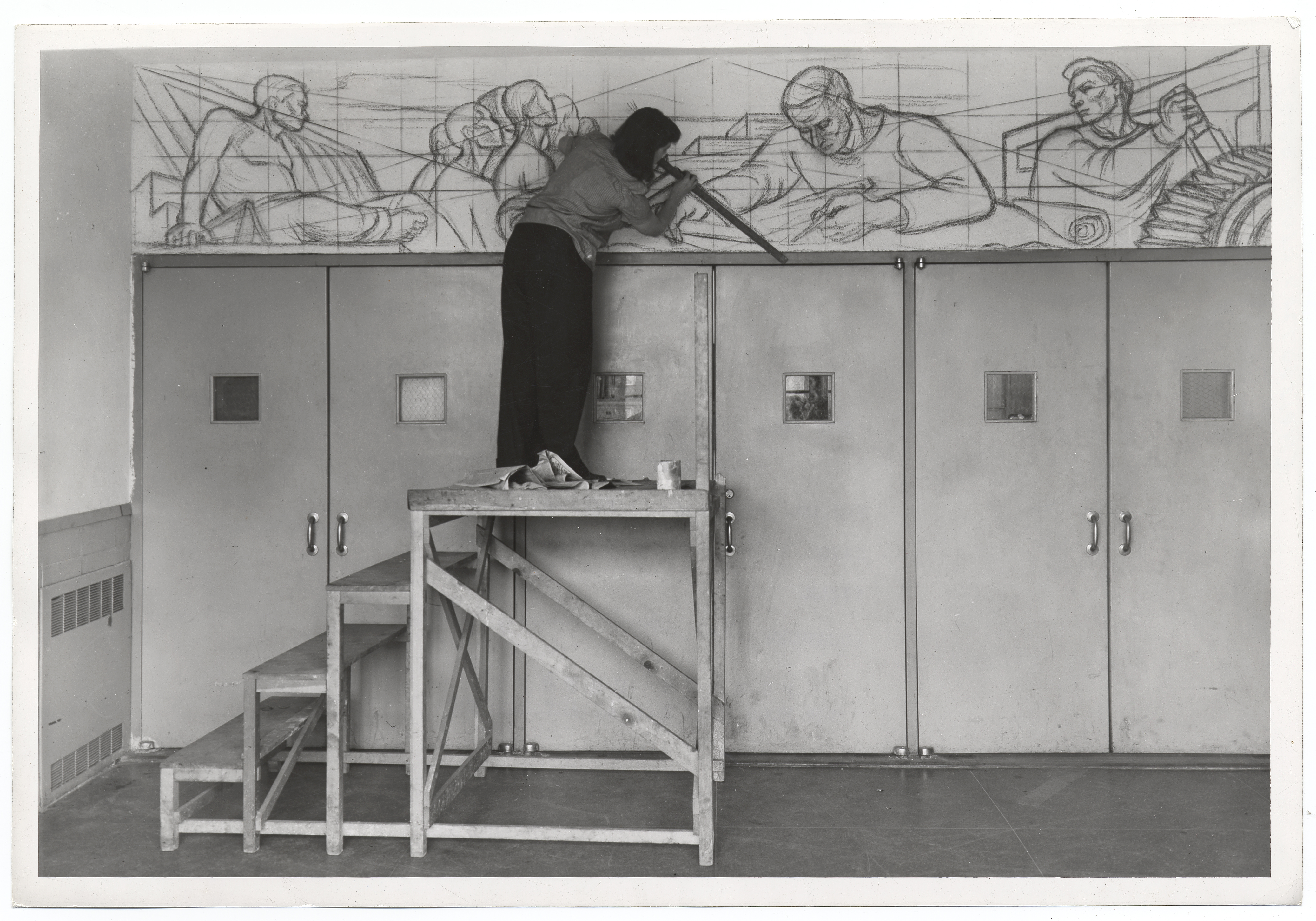
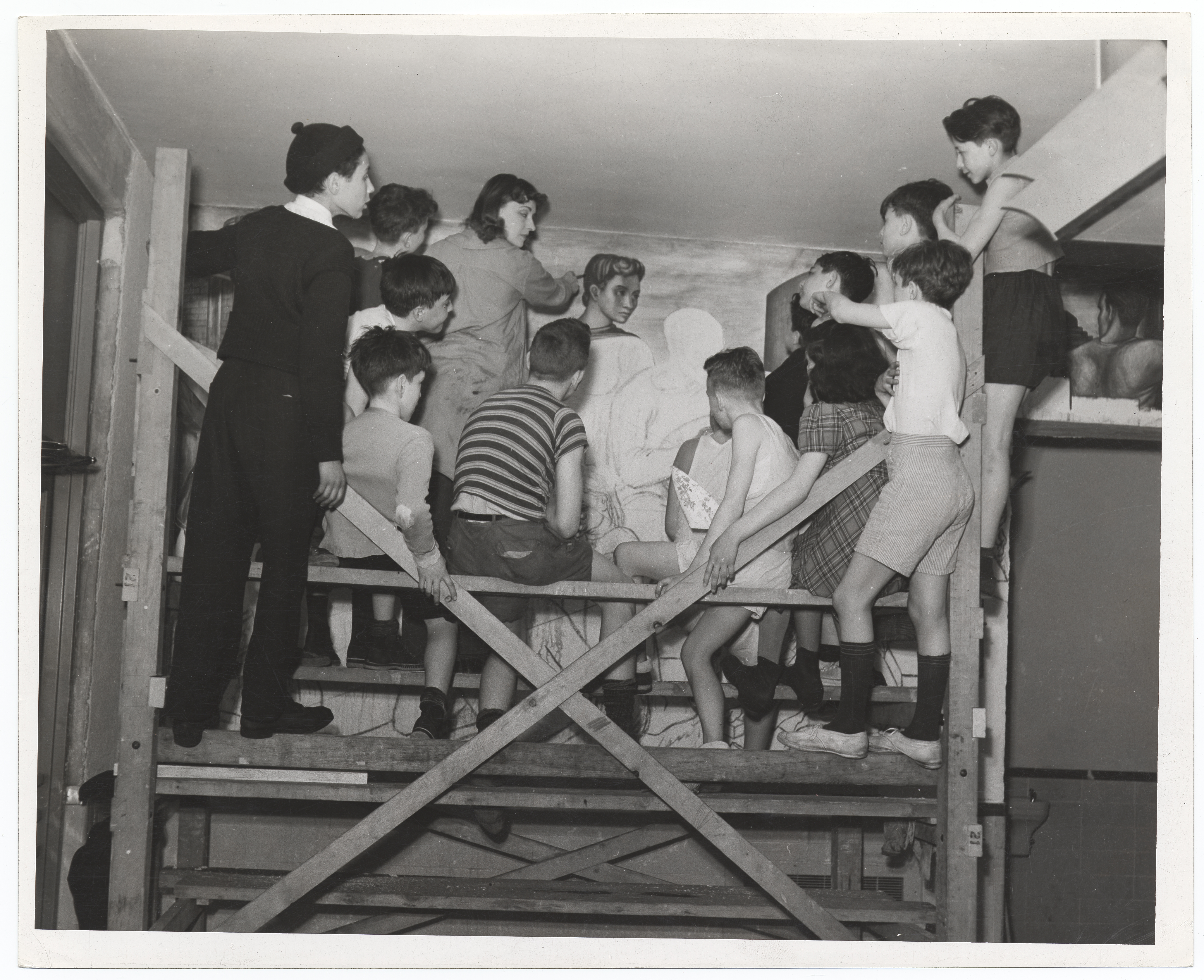
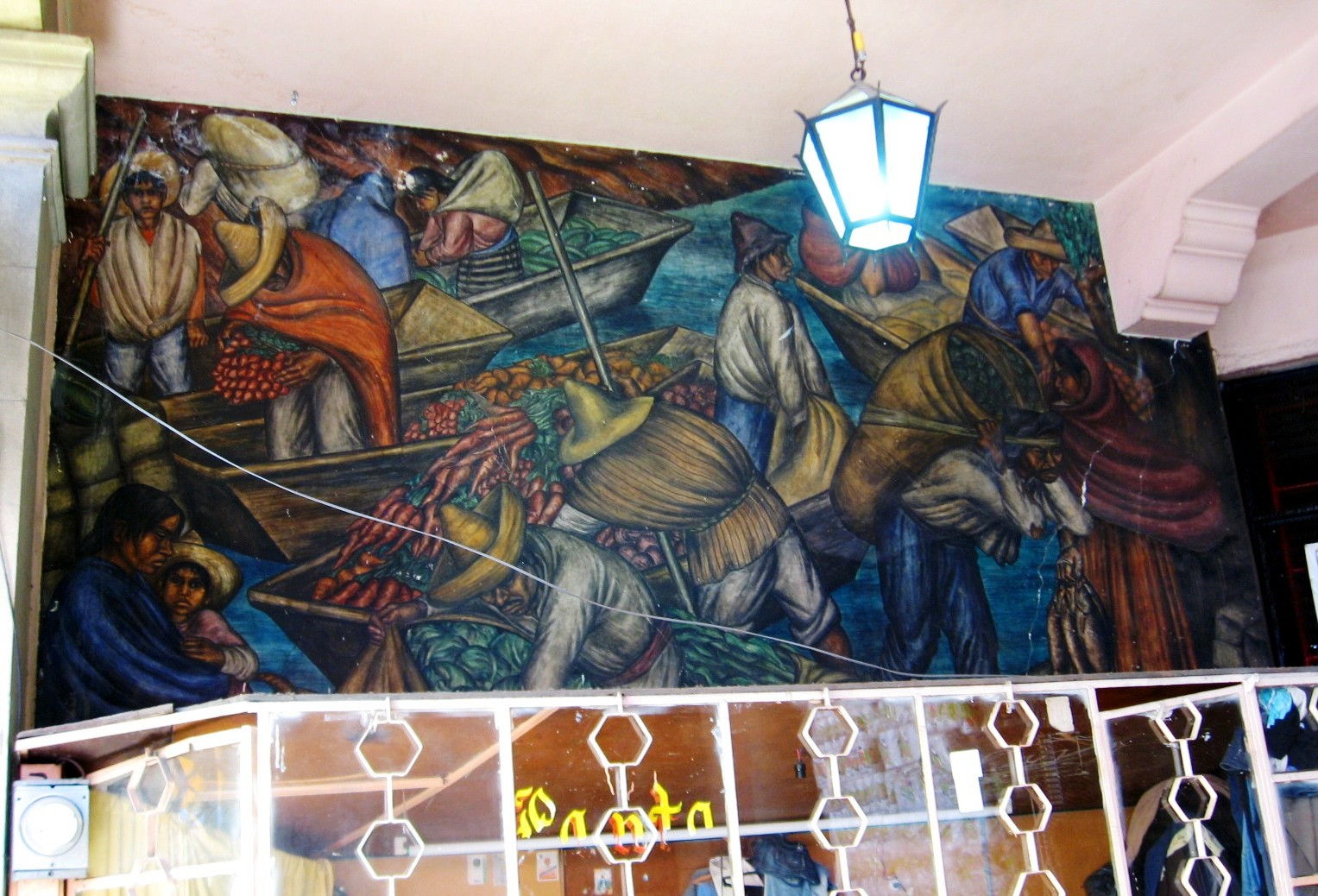